# Zimbabwe nos Jogos Olímpicos de Verão de 2004
Zimbabwe competiu nos Jogos Olímpicos de Verão de 2004, em Atenas, na Grécia.